# Acerentomon maius
Acerentomon maius är en urinsektsart som beskrevs av Berlese 1908. Acerentomon maius ingår i släktet Acerentomon och familjen lönntrevfotingar. Inga underarter finns listade i Catalogue of Life.